# Metropolis Pt. 2: Scenes from a Memory
Metropolis Pt. 2: Scenes from a Memory (ili samo Scenes from a Memory) je peti studijski album američkog progresivnog metal sastava Dream Theater. Ujedno je to i prvi konceptualni album sastava. Album je sniman od veljače do lipnja 1999. godine, a izdan je 26. listopada iste godine. Iako nije najprodavaniji, Scenes from a Memory i do danas slovi kao najbolji album Dream Theatera, a mnogi ga kritičari smatraju glazbenim remek-djelom. Koncept albuma priča je o čovjeku zvanom Nicholas, koji uz pomoć hipnoterapije stupa u kontakt sa svojim prošlim životom. Saznaje da je u prošlom životu bio Victoria, mlada djevojka ubijena u tragičnome slučaju. Odličan koncept samo je dopuna izvrsnoj instrumentalizaciji i najprogresivnijim skladbama Dream Theatera.

## Povijest
Nakon neuspjeha s albumom Falling into Infinity članovi Dream Theatera bili su pod ogromnim pritiskom pred snimanje petog studijskog albuma, Scenes from a Memory. Sastav je odlučio snimiti album u istom studiju u kojem su snimili njihov komercijalno najuspješnije izdanje, Images and Words. Uz prinovu u sastavu, klavijaturista Jordana Rudessa, sastav je najavio povratak na stari žanr, s naglaskom da planiraju snimiti dosad najbolji album.
Vrlo optimistični, članovi Dream Theatera počeli su sa snimanjem novog albuma u veljači 1999. godine, a cijelo snimanje odrađivano je u tajnosti kako bi se obožavatelje držalo u neizvjesnosti. Ipak su prije izdavanja albuma na internet procurile informacije o datumu izdavanja albuma i popis pjesama, što nije bilo po volji sastavu. 
Album je izdan 26. listopada popraćen pozitivnim kritikama od strane kritičara i obožavatelja. Sastav je potom počeo s opsežnom turnejom diljem svijeta, a nastup u New Yorku snimljen je i izdan 2001. godine na DVDu, pod nazivom Metropolis 2000. 11. rujna 2001. izdan je i uživo album Live Scenes from New York koji je na trostrukom CD izdanju objedinio cijeli već spomenuti koncert u New Yorku. 

## Popis pjesama

#### Prvi čin
| Br. | Skladba                                 | Tekstopisac    | Skladatelj    | Trajanje |
| --- | --------------------------------------- | -------------- | ------------- | -------- |
| 1.  | »Scene One: Regression«                 | John Petrucci  | Petrucci      | 2:06     |
| 2.  | »Scene Two: Part I. Overture 1928«      | (instrumental) | Dream Theater | 3:37     |
| 3.  | »Scene Two: Part II. Strange Deja Vu«   | Mike Portnoy   | Dream Theater | 5:12     |
| 4.  | »Scene Three: Part I. Through My Words« | Petrucci       | Petrucci      | 1:02     |
| 5.  | »Scene Three: Part II. Fatal Tragedy«   | John Myung     | Dream Theater | 6:49     |
| 6.  | »Scene Four: Beyond This Life«          | Petrucci       | Dream Theater | 11:22    |
| 7.  | »Scene Five: Through Her Eyes«          | Petrucci       | Dream Theater | 5:29     |

#### Drugi čin
| Br. | Skladba                                      | Tekstopisac    | Skladatelj    | Trajanje |
| --- | -------------------------------------------- | -------------- | ------------- | -------- |
| 1.  | »Scene Six: Home«                            | Portnoy        | Dream Theater | 12:53    |
| 2.  | »Scene Seven: Part I. The Dance of Eternity« | (instrumental) | Dream Theater | 6:13     |
| 3.  | »Scene Seven: Part II. One Last Time«        | James LaBrie   | Dream Theater | 3:46     |
| 4.  | »Scene Eight: The Spirit Carries On«         | Petrucci       | Dream Theater | 6:38     |
| 5.  | »Scene Nine: Finally Free«                   | Portnoy        | Dream Theater | 11:59    |

## Komercijalni uspjeh
Album je prodan u nešto više od 180.000 primjeraka u cijelome svijetu čime je tek četvrti najprodavaniji album (nakon Images and Words, Awake i A Change of Seasons) Dream Theatera. 
Album je rangiran kao 95. najbolji album svih vremena u izdanju iz 2006. godine časopisa Guitar World.

## Pozicija na glazbenim ljestvicama

### Album
| ljestvica              | najbolji rang |
| ---------------------- | ------------- |
| Billboard 200          | #73           |
| Finska                 | #6            |
| Francuska              | #40           |
| Njemačka               | #8            |
| Japan                  | #19           |
| Nizozemska             | #28           |
| Norveška               | #28           |
| Švedska                | #44           |
| Švicarska              | #44           |
| Ujedinjeno Kraljevstvo | #131          |

### Singlovi
| godina | singl              | Japan |
| ------ | ------------------ | ----- |
| 2000.  | "Through Her Eyes" | #72   |

## Izvođači

### Dream Theater
- James LaBrie – vokali
- John Petrucci – gitara
- John Myung – bas-gitara
- Mike Portnoy – bubnjevi
- Jordan Rudess – klavijature

### Gosti
- Theresa Thomason – vokali u pjesmama "Through Her Eyes" i "The Spirit Carries On".
- Theresa Thomason, Mary Canty, Shelia Slappy, Mary Smith, Jeanette Smith, Clarence Burke Jr., Carol Cyrus, Dale Scott – prateći vokali u pjesmi "The Spirit Carries On".

## Vanjske poveznice
- Službene stranice sastava Dream Theater - album Scenes from a Memory  Arhivirana inačica izvorne stranice od 23. prosinca 2008. (Wayback Machine)